# 연규옥
연규옥(1987년 11월 24일 ~ )은 대한민국의 아나운서이다.

## 학력
- 경희대학교 철학과 졸업

## 경력
- 2012년 CJB청주방송 아나운서

## 진행 프로그램
- CJB 7 뉴스